# Brixx
Brixx – duński zespół muzyczny, założony w 1982 z inicjatywy Jensa Brixtofte.

## Historia
W skład zespołu wchodzili Jens Brixtofte (brat duńskiego parlamentarzysty Petera Brixtofte), John Hatting, Torben Jacobsen, Steen Ejler Olsen oraz Bjørn Holmgård Sørensen. Z utworem „Video, Video” grupa zwyciężyła w 1982 w preselekcjach Dansk Melodi Grand Prix, stanowiących krajowe eliminacje Danii do 27. Konkursu Piosenki Eurowizji. 24 kwietnia 1982 formacja wystąpiła z 13. numerem startowym w finale konkursu i ostatecznie zajęła 17. miejsce, zdobywając 5 punktów (w tym trzy punkty od Portugalii oraz po jednym punkcie od Szwecji oraz Irlandii). W tym samym roku ukazał się debiutancki album studyjny zespołu zatytułowany Brixx.
Prócz eurowizyjnej kompozycji, nakładem wydawnictwa muzycznego EMI grupa wydała także single „Skolen er forbi” oraz „Når du er min”.

## Dyskografia
Opracowano na podstawie materiału źródłowego.
| Rok  | Dane dot. albumu                      |
| ---- | ------------------------------------- |
| 1982 | Brixx - Wydany: 1982 - Wytwórnia: EMI |

| Rok  | Tytuł             |
| ---- | ----------------- |
| 1982 | „Video, Video”    |
| 1982 | „Skolen er forbi” |
| 1983 | „Når du er min”   |